# لوسيان ستيفن كراندال
لوسيان ستيفن كراندال (بالإنجليزية: Lucien Stephen Crandall)‏ هو مخترِع أمريكي، ولد في 4 مايو 1844 في مقاطعة بروم في الولايات المتحدة، وتوفي في 1889.